# 達瑙湖 (雷伊泰省)
11°04′16″N 124°41′38″E / 11.071°N 124.694°E

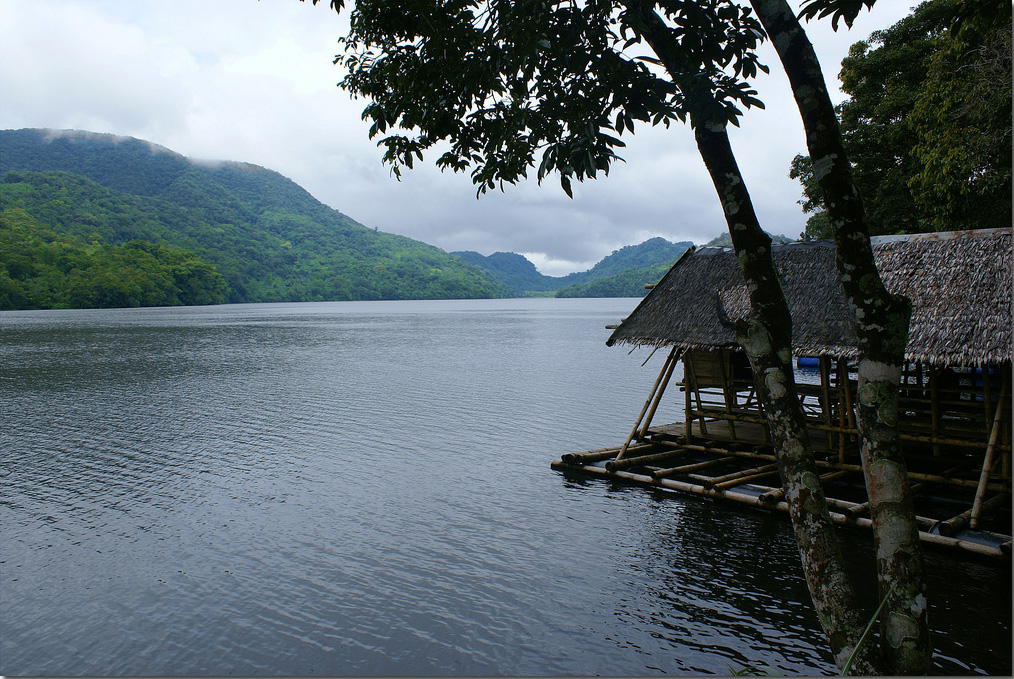

達瑙湖是菲律賓的湖泊，位於雷伊泰島，由雷伊泰省負責管轄，面積1.48平方公里，海拔高度650米，平均水深80米，1992年該湖地區成為國家公園。

## 外部連結
- Lake Danao Profile （页面存档备份，存于）